# Championnat du Brésil de football de deuxième division 1997
Navigation
Serie B 1996 Serie B 1998
La saison 1997 de Série B est la dix-huitième édition du championnat du Brésil de football de deuxième division, qui constitue le deuxième échelon national du football brésilien. 

## Compétition
Cette année 25 équipes participent au championnat, en fin de saison les deux premiers sont promus en  championnat du Brésil 1998.
Au premier tour les équipes sont réparties dans 5 groupes de cinq équipes. Les équipes se rencontrent deux fois, les trois premiers de chaque groupe se qualifient pour le tour suivant en compagnie du meilleur quatrième. Les derniers sont reléguées en Serie C.
Au deuxième tour, les 16 équipes qualifiées disputent un huitième de finale en match aller et retour, les vainqueurs disputent ensuite le troisième tour où les équipes sont répartis dans deux groupes de quatre.
Les quatre équipes restantes se retrouvent dans un groupe où elles se rencontrent deux fois, le premier est promu en championnat du Brésil 1998 avec le vice-champion.

### Tour final
| Rang | Équipe          | Pts | J | G | N | P | Bp | Bc | Diff |
| ---- | --------------- | --- | - | - | - | - | -- | -- | ---- |
| 1    | América Mineiro | 13  | 6 | 4 | 1 | 1 | 7  | 1  | +6   |
| 2    | Ponte Preta     | 11  | 6 | 3 | 2 | 1 | 6  | 6  | 0    |
| 3    | Clube Náutico   | 8   | 6 | 2 | 2 | 2 | 9  | 6  | +3   |
| 4    | Vila Nova       | 5   | 6 | 0 | 1 | 5 | 3  | 12 | -9   |

América Mineiro gagne son premier titre de champion de deuxième division et est promu en championnat du Brésil 1998 avec le vice-champion Ponte Preta.